# Glane-Beekhoek
Glane-Beekhoek (ook gespeld als Glanebeekhoek) is een buurtschap in de gemeente Losser in de Nederlandse provincie Overijssel. Het ligt aan de N731 iets ten noorden van Glanerbrug, niet ver van de grens met Duitsland. Voorheen stond op het plaatsnaambord "Glanerbrug, gemeente Losser" te lezen.
Hoofdplaats: Losser    Dorpen: Beuningen · Glane · De Lutte · Overdinkel

Buurtschappen: Glane-Beekhoek · Mekkelhorst · De Poppe · De Zoeke

Overijssel · Steden en dorpen in Overijssel      Nederland · Provincies · Gemeenten